# Biennale d'art contemporain de Lyon
Biennale d'art contemporain de Lyon je přehlídka současného umění ve francouzském Lyonu. Jejími zakladateli byli Thierry Raspail a Thierry Prat a poprvé se konala v roce 1991, odkdy se koná každý lichý rok (střídavě s Biennale de la danse de Lyon, které se koná každý sudý rok). Uměleckým ředitelem výstavy je Thierry Raspail. Od začátku šlo o mezinárodní festival, nejprve zde byli zastoupeni evropští a američtí umělci, později rovněž asijští. V různých letech zde svá díla vystavovali například T. J. Wilcox, Tony Conrad, Brian Eno a Alex Da Corte.